# For My Pain
For My Pain... es una agrupación musical finlandesa de metal gótico formada en 1999 en la ciudad de Oulu por Altti Veteläinen y Petri Sankala.

## Biografía
La primera idea de For My Pain... "nació" en el otoño de 1999, cuando Altti Veteläinen y Petri Sankala (ambos de Eternal Tears of Sorrow) estaban planeando formar una banda de estilo metal gótico. Los muchachos pensaron sobre adecuados miembros para la banda y decidieron decirle a sus viejos amigos Tuomas Holopainen (Nightwish) y Lauri Tuohimaa (Embraze/Maple Cross/Charon) si querrían participar en este proyecto. Los dos estuvieron interesados en el proyecto pero desafortunadamente todos también estaban ocupados con sus otras bandas y decidieron posponer la idea del nuevo proyecto para el futuro.
Dos años más tarde Altti y Petri empezaron a pensar de nuevo en la idea de la banda. Este era un buen momento, porque Eternal Tears of Sorrow se había separado y también Nightwish estaba planeando hacer una pausa debido a los estudios de Tarja Turunen en Alemania. La banda estaba parada. Carecía de guitarrista y un cantante, así que el ex-Eternal Tears of Sorrow, Olli-Pekka Törrö y Juha Kylmänen de Reflexión estaban hablando de juntar la banda.
Empezaron a componer para el primer álbum y finalmente estuvieron preparados para entrar al estudio a comienzos del 2001. El primer álbum "Fallen" fue grabado por Ahti Kortelainen Tico-Tico studio, unos de los mejores y más famosos estudios de grabación de metal en Finlandia. La mezcla del álbum tuvo lugar en enero de 2002 en Finnvox por Mikko Karmila y el toque final por Mika Jussila en Finnvox mastering studios. Este poderoso trío conducido para hacer heavy, pero al mismo tiempo un muy atmosférico "soundscape" en el álbum.
El paquete completo está finalizado por un maravilloso trabajo artístico por Travis Smith. El trabajo artístico se diferencia del ordinario álbum de metal gótico por su fresco color y su frío look.
A partir de 2005, el grupo para sus actividades de forma indefinida y no sería hasta diciembre de 2023 cuando vuelven a retomar sus actividades. Esta vez sin Tuomas Holopainen y su cofundador Petri Sankala. Estos dos son reemplazados por Marco Sneck a los teclados (quien previamente fue teclista en vivo en un momento puntual) y Ari-Matti Pohjola a la batería. Además de reunirse y planear un concierto para marzo de 2024, también prometieron tener intención de crear nueva música. Ese mismo año estrenan los sencillos "Recoil Into Darkness" y "WhiteBitch Elite".

## Discografía

### Discos de estudio
- Fallen (2003)

### Sencillos
- Killing Romance (Sencillo solo disponible en Finlandia) (2004)
- Recoil Into Darkness (2024)
- WhiteBitch Elite (2024)
- Hetken tie on kevyt (Tehosekoitin cover) (2025)
- Time Will Heal Our Wounds (2025)

## Miembros

### Actuales
- Altti Veteläinen - Bajo (1999-2005, 2023-presente)
- Ari-Matti Pohjola - Batería (2023-presente)
- Marco Sneck - Teclados (2023-presente)
- Lauri Tuohimaa - Guitarra (1999-2005, 2023-presente)
- Olli-Pekka Törrö - Guitarra (2001-2005, 2023-presente)
- Juha Kylmänen - Voz (2001-2005, 2023-presente)

### Pasados
- Petri Sankala - Batería (1999-2005)
- Tuomas Holopainen - Teclados y Sintetizadores (1999-2005)

### En vivo
- Marco Sneck - Teclados (2004)
- Pasi Hiltula - Teclados (2005)